# Tullos (Louisiana)
Tullos è un comune degli Stati Uniti d'America, situato nello Stato della Louisiana, diviso tra la parrocchia di La Salle e la parrocchia di Winn.